# Geoffrey Rush
Geoffrey Rush (n. 6 iulie 1951, Toowoomba, Queensland, Australia) este un actor australian și întâiul Președinte al Academiei Australiene a Artelor de Cinema și Televiziune, cunoscută și sub acronimul AACTA. A obținut Premiul Oscar pentru cel mai bun actor în anul 1997.

## Biografie
Geoffrey Rush s-a născut în Queensland. Este fiul lui Merle, consultant în vânzări și Roy Baden Rush, cu un loc de muncă la Royal Australian Air Force. Părinții săi au divorțat când el avea numai cinci ani și el a rămas cu mama sa. S-au mutat împreună la părinții mamei, într-o suburbie din Brisbane. A urmat cursurile Liceului Everton Park. Mai târziu a studiat actoria la Queensland și era vedeta universității pentru că încă de pe atunci era în trupa de teatru a facultății. Debutul și l-a făcut în 1971 și a apărut în peste 15 producții, majoritatea de succes.

## Cariera de scenă
În 1975 a plecat la Paris pentru a studia pantomima la faimosul Teatru Jacques Lecoq. După ce a terminat acest stagiu și-a continuat cariera numai cu producții teatrale. În 1979 a jucat cu Mel Gibson pe aceeași scenă în Așteptându-l pe Godot. Și-a făcut debutul în teatru în cadrul Companiei Queensland Theatre, cu care a colaborat trei ani. Aici a apărut în diverse producții, de la Hamlet la mici spectacole. Cariera sa include importante producții după Shakespeare, Oscar Wilde, Beaumarchais (Nunta lui Figaro) sau Eugene Ionesco. Mai târziu a devenit chiar director de teatru. Debutul pe Broadway și l-a făcut într-o nouă producție după Exit the King, în care a jucat alături de Susan Sarandon. Este câștigător a numeroase premii pentru prestațiile sale în teatru.

## AACTA
Academia Australiană a Artelor de Cinema și Televiziune sau doar Academia (The Academy) are 15 domenii de recompensare a profesioniștilor din filmul australian, incluzând actori, regizori, producători și scenariști, fiind controlată și condusă de Președintele Academiei și de un grup de profesioniști consacrați, numit Consiliu de Onoare (în engleză, Honorary Council).
Actorul australian Geoffrey Rush a fost întâiul său Președinte, fiind totodată și prezentatorul galei inaugurale a Premiilor AACTA, care s-a ținut în ianuarie 2012.

## Filmografie
- Shine (1996)
- Împotriva curentului (2003)
- Pirații din Caraibe: Cufărul omului mort (2006)
- Gods of Egypt (2016) *"" [[ Destinul unui razboinic (film) (1997)